# 합천 옥전서원
합천 옥전서원(陜川 玉田書院)은 대한민국 경상남도 합천군 쌍책면 성산리에 있는 서원이다.
1993년 12월 27일 경상남도의 문화재자료 제201호 옥전서원으로 지정되었다가, 2018년 12월 20일 현재의 명칭으로 변경되었다.

## 개요
초계 정씨의 시조인 정배걸이 후진을 양성하기 위해 세운 서원이다.
정배걸은 고려 전기의 학자로 고려 현종 8년(1017) 문과에 장원급제하고 제자들을 가르치는 데에 힘썼던 분이다.
옥전서원을 세운 시기는 알 수 없으나, 철종 12년(1861)과 1981년에 고쳐 세워 오늘에 이르고 있다.
앞면 4칸·옆면 2칸 규모의 건물로, 가운데 2칸은 마루로 구성하고 양 옆으로 온돌방을 두었다. 지붕은 옆면에서 볼 때 사람 인(人)자 모양인 맞배지붕이다. 양 옆 지붕 아래에는 바람을 막기 위한 풍판을 달았다.

## 참고 자료
- 옥전서원 - 국가유산청 국가유산포털